# Hamamelis mollis
Hamamelis mollis là một loài thực vật có hoa trong họ Hamamelidaceae. Loài này được Oliv. ex F.B.Forbes & Hemsl. miêu tả khoa học đầu tiên năm 1888.
Đây là loài bản miền trung và miền đông Trung Quốc, ở An Huy, Quảng Tây, Hồ Bắc, Hồ Nam, Giang Tây, Tứ Xuyên và Chiết Giang. Đây là một loại cây bụi lớn hoặc cây nhỏ rụng lá cao tới 8 m. Các lá hình bầu dục, dài 8–15 cm và 6–10 cm, xiên ở gốc, nhọn hoặc tròn ở đỉnh, có hình lượn sóng  rìa có thùy hoặc nông, và cuống lá ngắn dài 6–10 mm; chúng có màu xanh đậm và lông mỏng ở trên và màu xám bên dưới có lông xám dày đặc.
Hamamelis mollis phát tán hạt bằng cách bắn hạt ra môi trường. Chúng nén từ từ các hạt bên trong quả. Hạt của chúng cũng tiến hóa có hình dạng giúp giảm sức cản của không khí để đạt được khoảng cách xa nhất. Hạt có thể được phát tán với vận tốc lên đến 12,3 m/s. Hạt từ quả trên cao có thể bay xa 18 m. 

## Trồng và sử dụng

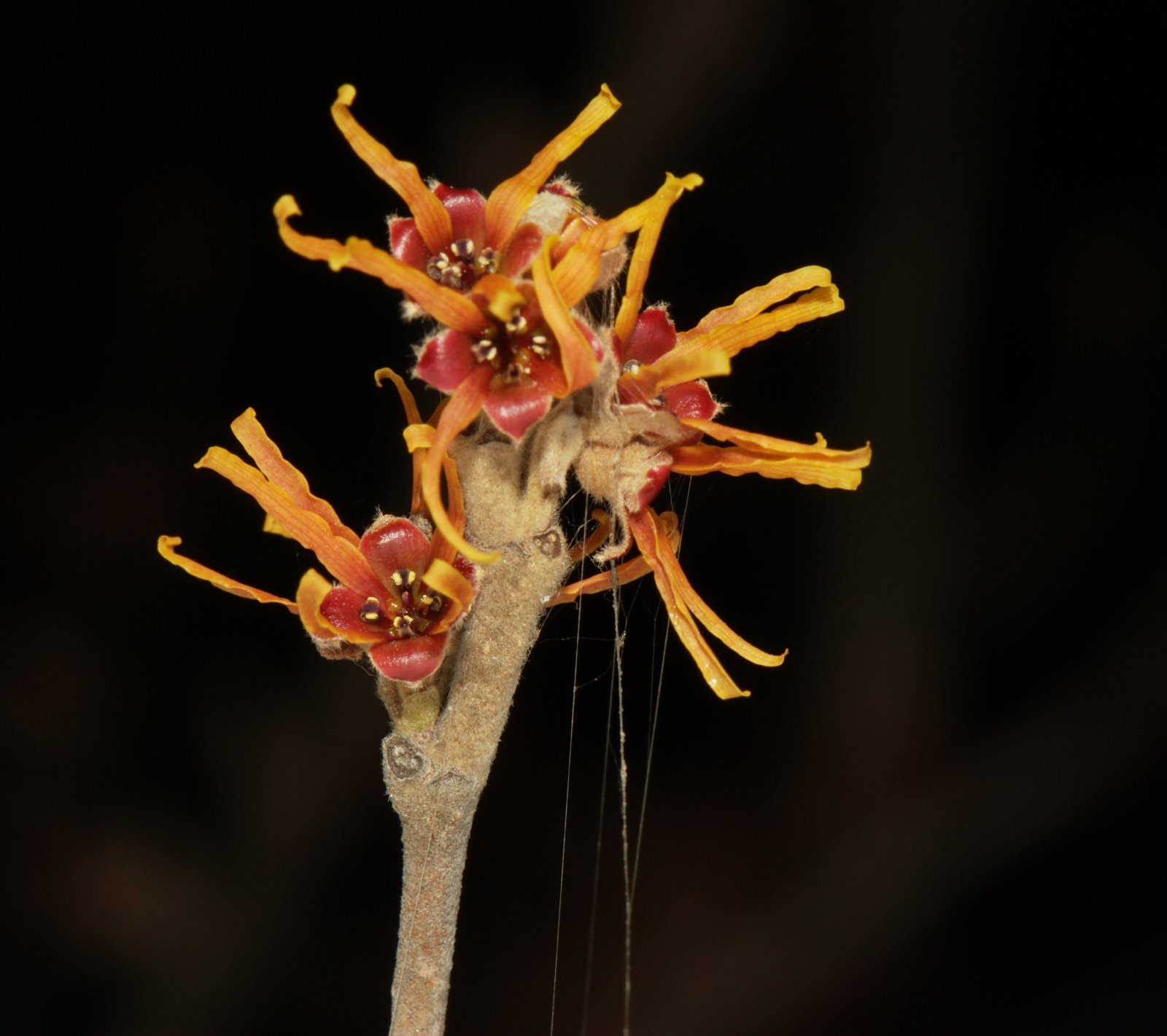
Hoa.

H. mollis được trồng rộng rãi dưới dạng cây cảnh, có giá trị cho những bông hoa có mùi thơm mạnh mẽ xuất hiện vào mùa đông khi ít cây khác mọc. Nhiều loại giống đã được chọn, để thay đổi màu sắc và kích thước của hoa, và trong cây bụi kích thước và thói quen. Đây cũng là một trong hai cha mẹ của khu vườn nổi tiếng lai H. × intermedia (cây cha mẹ kia là H. japonica).
Các giống 'Jermyns Gold' và 'Wisley Supreme'  đã giành được Hội làm vườn Hoàng gia ho Giải thưởng bằng khen về vườn.